# Katholische Jugendfürsorge der Erzdiözese München und Freising
Die Katholische Jugendfürsorge der Erzdiözese München und Freising betreut Kinder, Jugendliche und Erwachsene mit und ohne Behinderung in psychischen, physischen und sozialen Notlagen. In 86 Einrichtungen arbeiten rund 2.500 Mitarbeiter, darunter Sozialpädagogen, Erzieher, Heilerziehungspfleger, Logopäden und Betreuer.

## Geschichte
Die Ursprünge der KJF-Bewegung lagen nicht in Altbayern oder München, sondern in der linksrheinischen Pfalz: In Kaiserslautern gründete am 20. September 1905 der Priester und Religionslehrer Jakob Reeb eine Vereinigung mit dem Namen „Katholischer Jugendfürsorgeverein“. Fünf Jahre später, 1910, wurde die Katholische Jugendfürsorge der Erzdiözese München und Freising e.V. (KJF) "aus Sorge um die Not von Kindern und Jugendlichen" gegründet. Bis zum Ersten Weltkrieg stand die Vermittlung von Vormundschaften in der Straffälligenhilfe im Vordergrund. Das bayerische Zwangserziehungsgesetz ermöglichte in Problemfällen erstmals einen Eingriff des Staates in die Familie.
Im Jahr 1916 übernahm die KJF das Clemens-Maria-Kinderheim in der Münchener Kapuzinerstraße. Im selben Jahr übernahm die Prinzessin von Bayern das Protektorat über die KJF. Namenspatron der klerikalen Stiftung der Erzdiözese war Klemens Maria Hofbauer, der sich im 18./19. Jahrhundert der vernachlässigten Jugend annahm. Der Verein eröffnete das Findelhaus Kinderheimat in Unterhaching, das später in Salberghaus umbenannt wurde. Während des Krieges, im Jahr 1942, erfolgte der Erwerb des Josefsheimes in Ruhpolding.
Nach dem Krieg wuchs die KJF stetig weiter. 1946 übernahm der Verband vier ehemalige NSV-Heime, aus denen schließlich die Einrichtungen des Kinderkrankenhauses Felicitas in Berchtesgaden, die Kinderheilstätte Schönhäusl, ebenfalls in Berchtesgaden, die Asthma-Kinderheilstätte in Bad Reichenhall und das Kindererholungsheim in Unterwössen entstanden. Eine Jugendfürsorge-Zweigstelle in Landshut wurde errichtet.
Nach Inkrafttreten des neuen Jugendgerichtsgesetzes übernahm die KJF ab 1953 auch die Führung der Bewährungsaufsicht einzelner Jugendlicher. 1965 wurde die Orthopädische Kinderklinik mit Spastikerzentrum in Aschau im Chiemgau eröffnet. Der Fokus der Klinik liegt auf der Diagnostik und Therapie von angeborenen und erworbenen Fehlbildungen der Extremitäten, Störungen des Bewegungsapparates sowie neuroorthopädischen Erkrankungen.
1965 gründete sich das Betreuungszentrum Steinhöring, bestehend aus Werkstätten und Wohnheim. 1977 eröffnet das Heilpädagogische Zentrum Ruhpolding mit der St.-Valentin-Schule und Tagesstätte.

## Gegenwart
Seit 1988 ist ein ständiger Mitarbeiter der KJF in der Haftanstalt Stadelheim (U-Haft für männliche Häftlinge) anwesend. In Freising wurde eine KJF-Jugendgerichtshilfe gegründet. Das sanierte Adelgundenheim wurde neu bezogen. Von 1990 an wurden in heilpädagogischen Tagesstätten in München, Putzbrunn und Freising Kinder mit Förderbedarf betreut. Im selben Jahr begann das Projekt „Betreutes Einzelwohnen“ für Jugendliche und junge Erwachsene. 1995 startete die Jugendgerichtshilfe Freising ihre Arbeit unter der Trägerschaft der KJF. Dort nahm auch die „Sozialpädagogische Familienhilfe“ ihre Arbeit auf.
Aus dem ursprünglich ehrenamtlich arbeitenden Jugendfürsorge-Verein hat sich ein kirchlich caritativer Fachverband und anerkannter Träger der Kinder-, Jugend-, Behinderten- und Gesundheitshilfe entwickelt. In stationären, teilstationären und ambulanten Einrichtungen mit pädagogischen und medizinischen Diensten werden jährlich mehr als 13.000 Kinder, Jugendliche und Erwachsene in psychischen, physischen und sozialen Notlagen betreut. Die Leistungen des kirchlich-caritativen Vereins beinhalten Beratung, Bildung und Eingliederung, Förderung, Pflege und Prävention, sowie Therapie und Betreutes Wohnen.
Im Jahr 2010 feierte die Katholische Jugendfürsorge München mit einem Festakt ihr 100-jähriges Gründungsjubiläum.